# Мечты (фильм, 2024)
«Мечты» (норв. Drømmer) — норвежский драматический фильм 2024 года, написанный и снятый Дагом Йоханом Хаугерудом. После «Секса» и «Любви» это третья часть трилогии, в которой рассматривается сложность человеческих отношений, сексуальности и социальных норм. Кинокартина рассказывает о влюблённости Йоханнэ в её учительницу французского языка Йоханну, что разжигает напряжённость в семье Йоханнэ, поскольку её мать и бабушка сталкиваются со своими собственными неисполненными мечтами и желаниями.
Фильм вышел в прокат в норвежских кинотеатрах 4 октября 2024 года. В 2025 году кинокартина была отобрана для участия в основном конкурсе 75-го Берлинского международного кинофестиваля, где её международная премьера состоялась 19 февраля 2025 года и она получила «Золотого медведя».

## В ролях
- Йоханнэ — Элла Эвербай[норв.]
- Йоханна, учительница французского языка — Селоме Эмнету[норв.]
- Кристин, мать Йоханнэ — Эне Даль Торп
- Карин, бабушка Йоханнэ — Энн Марит Якобсен[англ.]
- Анна — Андрине Сетер

## Производство
22 сентября 2022 года Viaplay передала создание трилогии фильмов под названием «Секс, мечты и любовь» режиссёру Дагу Йохану Хаугеруду. Спродюсированная норвежскими компаниями Motlys и Viaplay, трилогия была поддержана Норвежским институтом кино, Северным советом и Кинофондом Осло. Хаугеруд в интервью Variety рассказал, что вдохновился трилогией Кшиштофа Кесьлёвского «Три цвета» 1993—1994 годов. Он сказал: «Цель состояла в том, чтобы снять три фильма, которые рассматривали бы одни и те же темы с разных точек зрения». Он пояснил: «Они должны выглядеть и ощущаться совершенно по-разному, но при этом создавать впечатление, что все они являются частью одного разговора».

## Выпуск
Фильм вышел в норвежских кинотеатрах 4 октября 2024 года.
Международная премьера фильма состоялась 19 февраля 2025 года в рамках 75-го Берлинского международного кинофестиваля в конкурсной программе.
Фильм выйдет в прокат в Германии 8 мая 2025 года компанией Alamode Film.

## Критика
Питер Брэдшоу, рецензирующий фильм для The Guardian, оценил его на 4 звезды и написал, что тот — это хитрое, болтливое и игривое творение, напоминающее ранний фильм Лукаса Мудиссона «Покажи мне любовь».

## Награды
- 2025 — награды 75-го Берлинского международного кинофестиваля:
  - «Золотой медведь» за лучший фильм[12];
  - Премия ФИПРЕССИ[13];
  - Премия Гильдии немецкого артхаус-кинематографа[13].